# Sikkim (čaj)
Sikkim je kvalitní vysokohorský čaj z oblasti Sikkim severně od Darjeelingu ve východní Indii.
Chuť čaje je ovocná až květinová, lehce kořeněná, blízká Darjeelingu. Barva nálevu je světlá, zlato-oranžová.
Nejčastěji se dováží tento čaj z čajové zahrady Temi, umístěné v krásné přírodě v okolí vesnice Temi Tarku ve výšce od 1400 do 1850 metrů nad mořem. Rozloha této plantáže je asi 430 akrů. Další malé plantáže dohromady nedosahují rozlohy 80 akrů.
Sklizeň nastává první jarní den a je podobná jako v sousedním Darjeelingu.